# Terry Moor
Terry Moor (* 23. April 1952 in Hartford, Connecticut) ist ein ehemaliger US-amerikanischer Tennisspieler.

## Karriere
Terry Moor spielte an der University of Louisiana at Monroe für die Sportmannschaft, die Louisiana–Monroe Warhawks, College Tennis. In diesem Zusammenhang wurde er zum All-American gewählt. Im Jahr 1975 machte er seinen Abschluss. 1981 wurde er in die Hall of Fame der Universität aufgenommen.
Er begann ab 1973 an Turnieren der höchsten Ebene teilzunehmen. 1977 erreichte er in Bombay, das heute als Mumbai bekannt ist, zum ersten Mal ein Finale auf der ATP Tour. Während er im Einzel am Lokalmatador Vijay Amritraj scheiterte, konnte er im Doppel mit Mike Cahill seinen ersten Turniersieg feiern. Zwei Jahre später holte er sich den ersten Einzeltitel in Tokio.
Einen seiner größten Karriereerfolge feierte Moor 1981 bei den French Open. An der Seite von Eliot Teltscher erreichte er das Doppelfinale, in welchem sie dem Duo Heinz Günthardt und Balázs Taróczy in drei Sätzen unterlagen. In diesem Zeitraum erklomm er im Einzel mit Rang 32 und im Doppel mit Platz 24 jeweils sein Karrierehoch in der Tennisweltrangliste.
1987 beendete Moor seine Karriere, in der er zwei Einzeltitel und drei Doppeltitel auf der ATP Tour sowie einen Challenger-Titel an der Seite von Blaine Willenborg gewinnen konnte.

## Erfolge
| Legende                     |
| Grand Slam                  |
| Masters Grand Prix          |
| Grand Prix Super Series     |
| Grand Prix World Series (5) |
| ATP Challenger Tour (1)     |

| ATP-Titel nach Belag |
| Hartplatz (2)        |
| Sand (2)             |
| Rasen                |
| Teppich (1)          |

### Einzel

#### Turniersiege
| Nr. | Datum            | Turnier   | Belag     | Finalgegner | Ergebnis      |
| --- | ---------------- | --------- | --------- | ----------- | ------------- |
| 1.  | 28. Oktober 1979 | Tokio     | Sand      | Pat DuPré   | 3:6, 7:6, 6:2 |
| 2.  | 12. August 1984  | Cleveland | Hartplatz | Marty Davis | 3:6, 7:6, 6:2 |

#### Finalteilnahmen
| Nr. | Datum            | Turnier    | Belag     | Finalgegner     | Ergebnis             |
| --- | ---------------- | ---------- | --------- | --------------- | -------------------- |
| 1.  | 4. Dezember 1977 | Bombay     | Sand      | Vijay Amritraj  | 6:7, 4:6             |
| 2.  | 29. Juli 1979    | Louisville | Sand      | John Alexander  | 6:7, 7:6, 3:3 aufgg. |
| 3.  | 24. August 1980  | Atlanta    | Hartplatz | Eliot Teltscher | 2:6, 2:6             |
| 4.  | 14. Oktober 1984 | Tokio      | Hartplatz | David Pate      | 3:6, 5:7             |

### Doppel

#### Turniersiege

##### ATP Tour
| Nr. | Datum             | Turnier      | Belag       | Partner         | Finalgegner                    | Ergebnis                  |
| --- | ----------------- | ------------ | ----------- | --------------- | ------------------------------ | ------------------------- |
| 1.  | 4. Dezember 1977  | Bombay       | Sand        | Mike Cahill     | Marcelo Lara Jasjit Singh      | 6:7, 6:4, 6:4             |
| 2.  | 6. April 1980     | New Orleans  | Teppich (i) | Eliot Teltscher | Raymond Moore Robert Trogolo   | 7:6, 6:1                  |
| 3.  | 29. November 1981 | Johannesburg | Hartplatz   | John Yuill      | Fritz Buehning Russell Simpson | 6:3, 5:7, 6:4, 6:7, 12:10 |

##### Challenger Tour
| Nr. | Datum          | Turnier    | Belag | Partner           | Finalgegner                   | Ergebnis      |
| --- | -------------- | ---------- | ----- | ----------------- | ----------------------------- | ------------- |
| 1.  | 29. April 1984 | Marrakesch | Sand  | Blaine Willenborg | Jeremy Bates Michiel Schapers | 6:4, 6:7, 9:7 |

#### Finalteilnahmen
| Nr. | Datum             | Turnier      | Belag         | Partner         | Finalgegner                    | Ergebnis      |
| --- | ----------------- | ------------ | ------------- | --------------- | ------------------------------ | ------------- |
| 1.  | 20. November 1977 | Manila       | Sand (i)      | Mike Cahill     | Chris Kachel John Marks        | 6:4, 0:6, 6:7 |
| 2.  | 4. November 1979  | Tokio Indoor | Teppich (i)   | Mike Cahill     | Marty Riessen Sherwood Stewart | 4:6, 6:7      |
| 3.  | 26. Oktober 1980  | Tokio        | Sand          | Eliot Teltscher | Ross Case Jaime Fillol         | 3:6, 6:3, 4:6 |
| 4.  | 22. Februar 1981  | La Quinta    | Hartplatz     | Eliot Teltscher | Bruce Manson Brian Teacher     | 6:7, 2:6      |
| 5.  | 7. Juni 1981      | French Open  | Sand          | Eliot Teltscher | Heinz Günthardt Balázs Taróczy | 2:6, 6:7, 3:6 |
| 6.  | 24. Oktober 1982  | Wien         | Hartplatz (i) | Mark Dickson    | Henri Leconte Pavel Složil     | 1:6, 6:7      |
| 7.  | 19. August 1984   | Columbus     | Hartplatz     | Charles Bud Cox | Sandy Mayer Stan Smith         | 4:6, 7:6, 5:7 |